# Honeydripper
Honeydripper es una película musical dramática estadounidense de 2007 escrita y dirigida por John Sayles.

## Argumento
En la década de los 50, Tyrone "Pine Top" Purvis (Danny Glover) es el propietario de un club de blues que quiebra y en peligro de ser vendido hasta que contrata a un joven guitarrista (Gary Clark, Jr.) para reemplazar al popular "Guitar Sam" con la esperanza de atraer a un público más joven.

## Reparto
- Danny Glover como Tyrone "Pine Top" Purvis
- Lisa Gay Hamilton como Delilah
- Yaya DaCosta como China Doll
- Charles S. Dutton como Maceo
- Vondie Curtis-Hall como Slick
- Gary Clark, Jr. como Sonny Blake
- Mable John como Bertha Mae
- Stacy Keach como Sheriff Pugh
- Nagee Clay como Scratch

## Acogida de la crítica
Stephen Holden, el crítico de The New York Times, estaba decepcionado con el guion de la película y escribió: "Mientras opera en un nivel mítico,  Honeydripper  también quiere crear el mismo tipo de microcosmos social de arriba a abajo que se encuentra en muchas de las películas de Sayles. Pero esta vez su intento que sus personajes sean simultáneamente obras simbólicas y reales con propósitos cruzados. Se siente tan incómodo al escribir diálogos en un antiguo argot sureño que las conversaciones en Honeydripper rara vez se adaptan al flujo fácil, colorido y idiomático que siempre ha sido un sello distintivo del habla sureña. Por mucho que intenten romper la rigidez, los excelentes actores de la película sólo logran camuflar a intervalos la maquinaria detrás de sus personajes ".
Por contra, John Anderson, de Variety, alababa tanto la película como su música. Escribió, "John Sayles el narrador y John Sayles el progresista político no siempre han jugado bien juntos, pero, en la entrañable pieza musical  Honeydripper, el ícono indie deja que sus dones narrativos tomen la iniciativa y los problemas sociales siguen como línea de bajo ajustada. El resultado es una de las mejores películas de Sayles. La música, una mezcla de blues, rock seminal y la actuación del recién llegado Gary Clark Jr., será un atractivo obvio, al igual que las actuaciones de algunos de los principales actores afroamericanos."
Critic Kirk Honeycutt se sintió incómodo con los estereotipos de la película pero aún asñi, escribióː "Sayles ha pagado demasiadas cuotas como hombre que puede escribir con fluidez y profundidad sobre muchas regiones de Estados Unidos en busca de una respuesta crítica para atacarlo por esto. Pero las imágenes y caricaturas de un guitarrista ciego, un sheriff campesino, reuniones de avivamiento, recolección de algodón, peleas en juke como todos han sido evocados en tantas películas de mucha menos integridad que esto es algo que uno debe superar antes de rendirse a su divertida fábula de remanso ... La película presenta una serie de personajes interesantes y, como siempre con Sayles, la el diálogo tiene más de unos pocos chismes. Los actores bien elegidos son todos sólidos, más que sólidos incluso, pero como el director-editor, Sayles deja que el ritmo disminuya con demasiada frecuencia ".